# ريتا أبرامز
ريتا أبرامز (بالإنجليزية: Rita Abrams)‏ هي مغنية مؤلفة وملحنة وكاتبة غنائية وشاعرة أمريكية، ولدت في 30 أغسطس 1943.